# Барышев, Никифор Михайлович
Никифор Михайлович Барышев (1879—1944) — русский и советский оперный и камерный певец (тенор), педагог.

## Биография
Родился 12 марта (24 марта по новому стилю) 1879 года в деревне Доможирово Богородского уезда Московской губернии, ныне Ногинского района Московской области, в крестьянской семье. 
С десяти лет начал работать. В 1902—1907 годах обучался пению в Петербургской консерватории, по окончании которой до 1908 года выступал в оперной антрепризе А. Дракули в Большом зале консерватории. Затем в 1908—1909 годах выступал в Перми и Екатеринбурге (антреприза А. Левицкого), в 1909—1915 годах в Петербургском Народном доме (антреприза Н. Фигнера), в 1915—1918 годах — в частной опере в Одессе. В 1919—1926 годах Никифор Михайлович был солистом Одесской государственной оперы (одновременно некоторое время — режиссером), в 1926—1936 годах работал в московском Большом театре. 
Выступал в основном в характерных партиях. Его партнерами были И. Дворищин, А. Каченовский, В. Лубенцов, А. Мосин, Н. Обухова, Л. Савранский, Ф. Шаляпин, М. Энгель-Крон. Пел Барышев под управлением В. Бердяева, С. Василенко, М. Голинкина, Н. Голованова, В. Зеленого, М. Ипполитова-Иванова, В. Небольсина, И. Прибика, С. Самосуда, Л. Штейнберга. 
Наряду с театральной и концертной деятельностью, он занимался педагогической. В 1908—1913 годах преподавал сольное пение, сольфеджио, теорию музыки на Общедоступных музыкальных курсах Педагогического музея (в Соляном городоке). В 1915—1926 годах вел класс сольного пения и руководил оперным классом в Одесской консерватории (с 1921 года — профессор). В 1926—1927 годах преподавал на оперных курсах ГАБТа (среди его учеников был И. Скобцов), в 1928 году — в оперном классе Государственного музыкального техникума им. А. Н. Скрябина. С 1934 года Барышев преподавал пение в Театре рабочей молодежи Пролетарского района Москвы и в Государственном Новом драматическом театре. 
Н. М. Барышев собирал русские народные песни и былины, записывался на грампластинки в Петербурге («Граммофон», 1913 год).
Умер 16 мая 1944 года в посёлке Карабас Карагандинской области Казахской ССР.